# 熱帯モンスーン気候
|   |        |     |     |     |     |    |     |     |     |     |     |     |     |     |     |     |     |     |
|   |        | fa  | fb  | fc  | fd  | m  | wa  | wb  | wc  | wd  | sa  | sb  | sc  | sd  |     |     |     |     |
| E | 寒帯   |     |     |     |     |    |     |     |     |     |     |     |     |     | ET  | ET  | EF  | EF  |
| D | 亜寒帯 | Dfa | Dfb | Dfc | Dfd |    | Dwa | Dwb | Dwc | Dwd | Dsa | Dsb | Dsc | Dsd |     |     |     |     |
| C | 温帯   | Cfa | Cfb | Cfc |     |    | Cwa | Cwb | Cwc |     | Csa | Csb | Csc |     |     |     |     |     |
| B | 乾燥帯 |     |     |     |     |    |     |     |     |     |     |     |     |     | BSh | BSk | BWh | BWk |
| A | 熱帯   | Af  | Af  |     |     | Am | Aw  | Aw  |     |     | As  | As  |     |     |     |     |     |     |

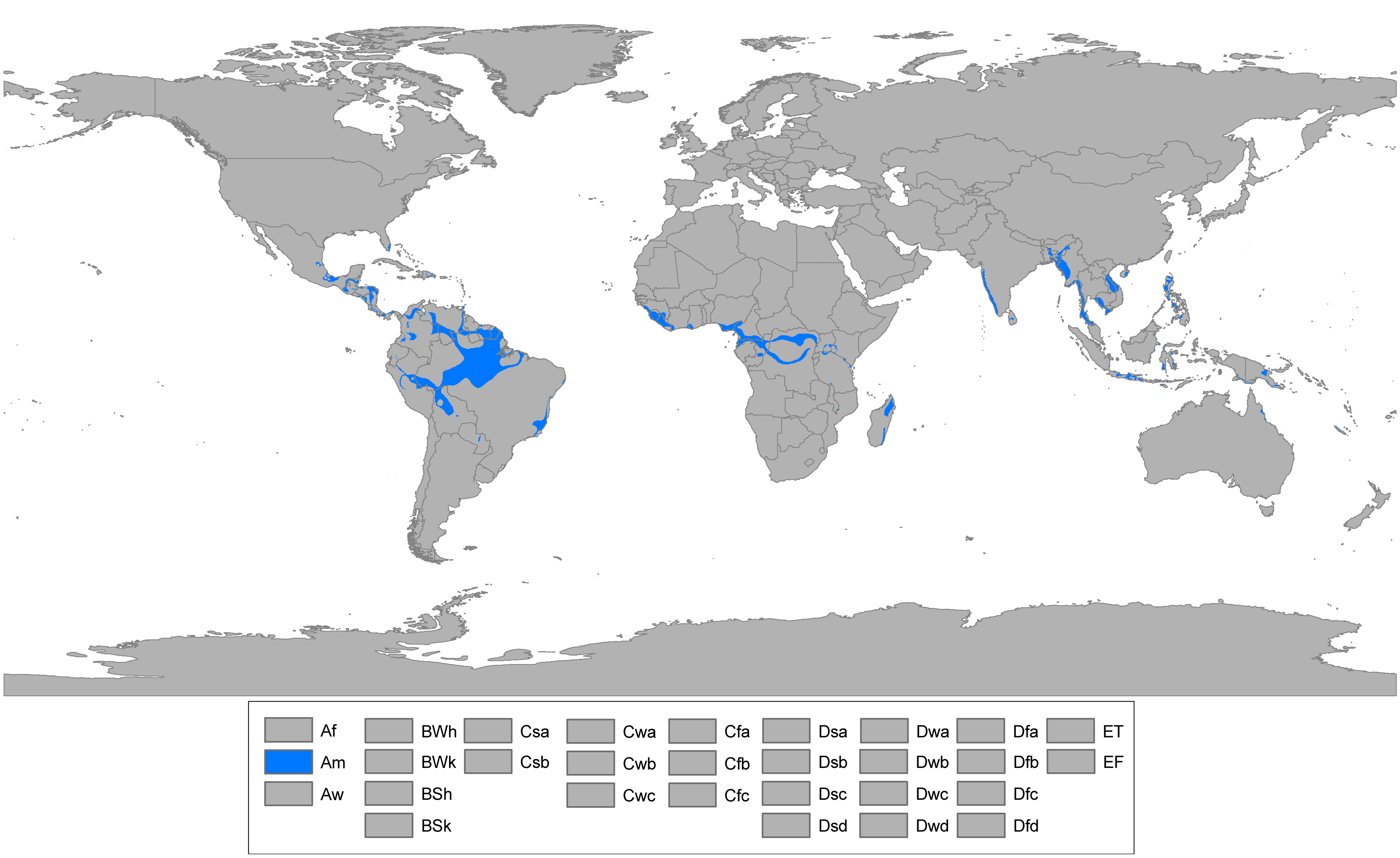
熱帯モンスーン気候 (Am) の分布図

熱帯モンスーン気候（ねったいモンスーンきこう、Tropical monsoon climate）または熱帯季節風気候（ねったいきせつふうきこう）とは、ケッペンの気候区分における気候区のひとつで熱帯に属する。記号はAm。Amのmはこの気候がAfとAwの間に位置することからドイツ語の「Mittelform」（中間）に由来し、モンスーンの頭文字ではない。このため、弱い乾季のある熱帯雨林気候と言い換えられることがあるが、明確な乾季があっても雨季の降水量が大変多いために、この気候区に分類されることもある。
アリソフの気候区分における気候帯2-1.大陸性季節風気候に対応する。

## 特徴
赤道から北回帰線の間、モンスーンの影響を受ける海岸部に分布。雨季の雨量は熱帯雨林気候と変わらないが、モンスーンの影響による乾季があり多少乾燥し、場合によっては旱魃が発生することもある。植生はおもに落葉広葉樹からなる。アジアでは稲作が盛んで、他にはバナナなどの果物、サトウキビの栽培などが行われている。稲作中心の地域では人口密度が高くなっている。

## 条件
- 最寒月平均気温が18℃以上（ヤシが生育できること）。
- 年平均降水量が乾燥限界以上。
- 最少雨月降水量が60mm未満かつ（100-0.04×年平均降水量）mm以上。

「最少雨月降水量が60mm未満かつ（100-0.04×年平均降水量）mm以上」という条件から「100-0.04×年平均降水量」の値は60未満である必要があるため、この気候に属する地域の年平均降水量は1,000mmを超えていることになる。また、年平均降水量が2,500mm以上の場合は、最少雨月降水量が0mmでもこの気候に分類されることになる。

## 分布

### 分布地域
赤道・低緯度地域に点々と分布する。熱帯雨林気候からサバナ気候・温帯夏雨気候・温暖湿潤気候への移行地域となる。
- 小笠原諸島
- インドシナ半島東岸、西岸からマレー半島北部まで
- フィリピン諸島西岸
- ジャワ島東部、スラウェシ島南部からタニンバル諸島・ニューギニア島南部にかけて
- ニューカレドニア島の一部、フィジーの一部
- 中国の海南島
- 台湾島の南部
- インド南部の西岸、モルディブ
- マダガスカル北岸・南岸、マスカレン諸島の一部、コモロ諸島の一部
- アフリカのギニア湾沿岸、コンゴ盆地の一部
- フロリダ半島の最南部
- 中央アメリカのカリブ海・メキシコ湾沿岸、カリブ海諸島の一部
- ギアナ高地、南アメリカのセルバ周辺部からアマゾン川河口にかけて
- ブラジル東岸の一部

### 典型的な都市
- ジャカルタ（インドネシア）[4]
- マイアミ（アメリカ合衆国フロリダ州）[5][6]
- パナジ（インドゴア州）
- ケアンズ（オーストラリアクィーンズランド州）[5]
- 高雄市（台湾）
- 海口市（中国海南省）
- フエ（ベトナム）
- マカパ（ブラジル）[5][6]
- コナクリ（ギニア共和国）

上記の地点のうち、パナジとコナクリの乾季の月降水量は0ミリに近く、とてもはっきりとした乾季がある。また、マイアミは温暖湿潤気候への移行部に、海口市は温帯夏雨気候への移行部にそれぞれ位置するため冬季の気温がやや低い。

## 気候の特徴

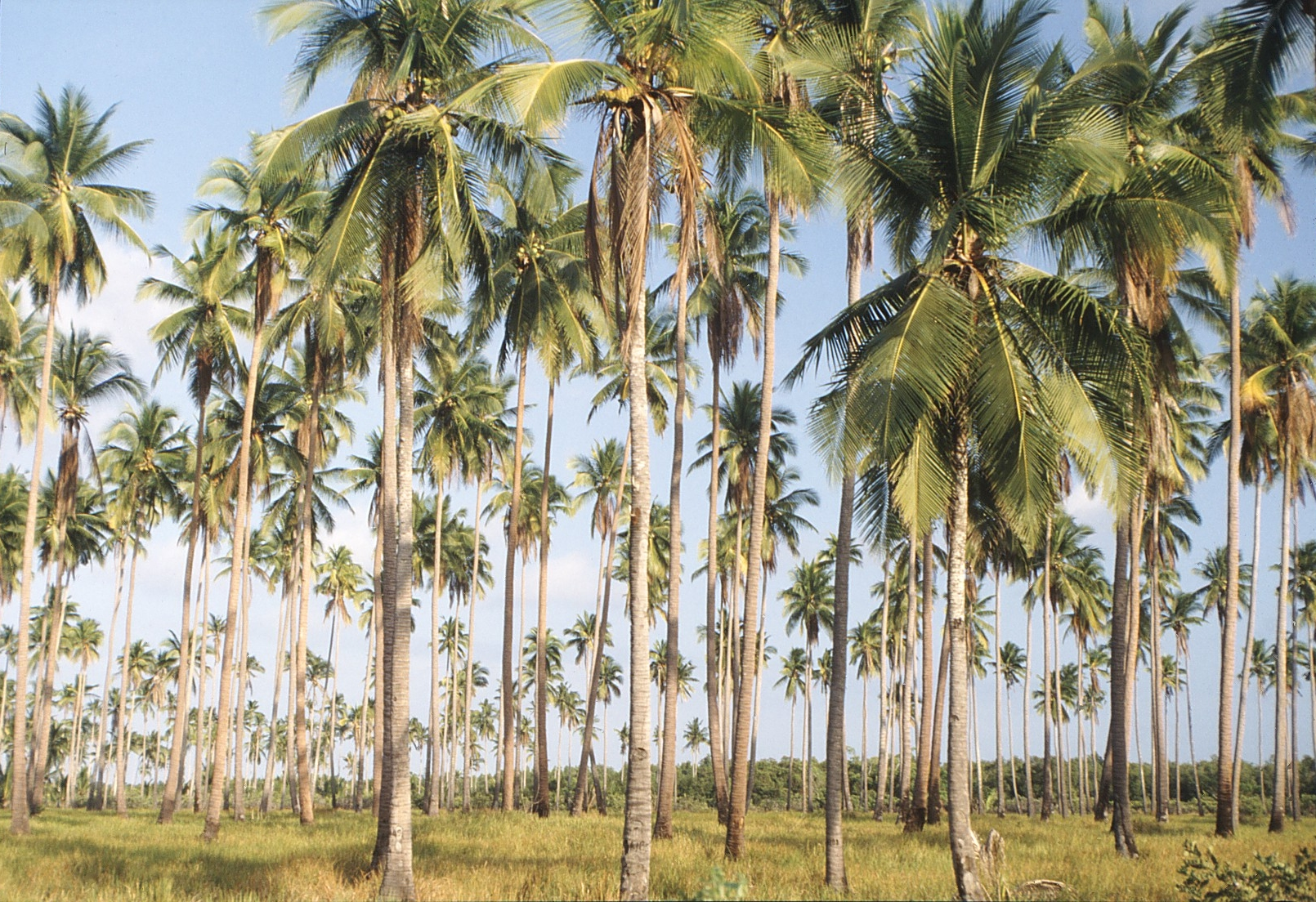
乾季のパラワン島のヤシ林

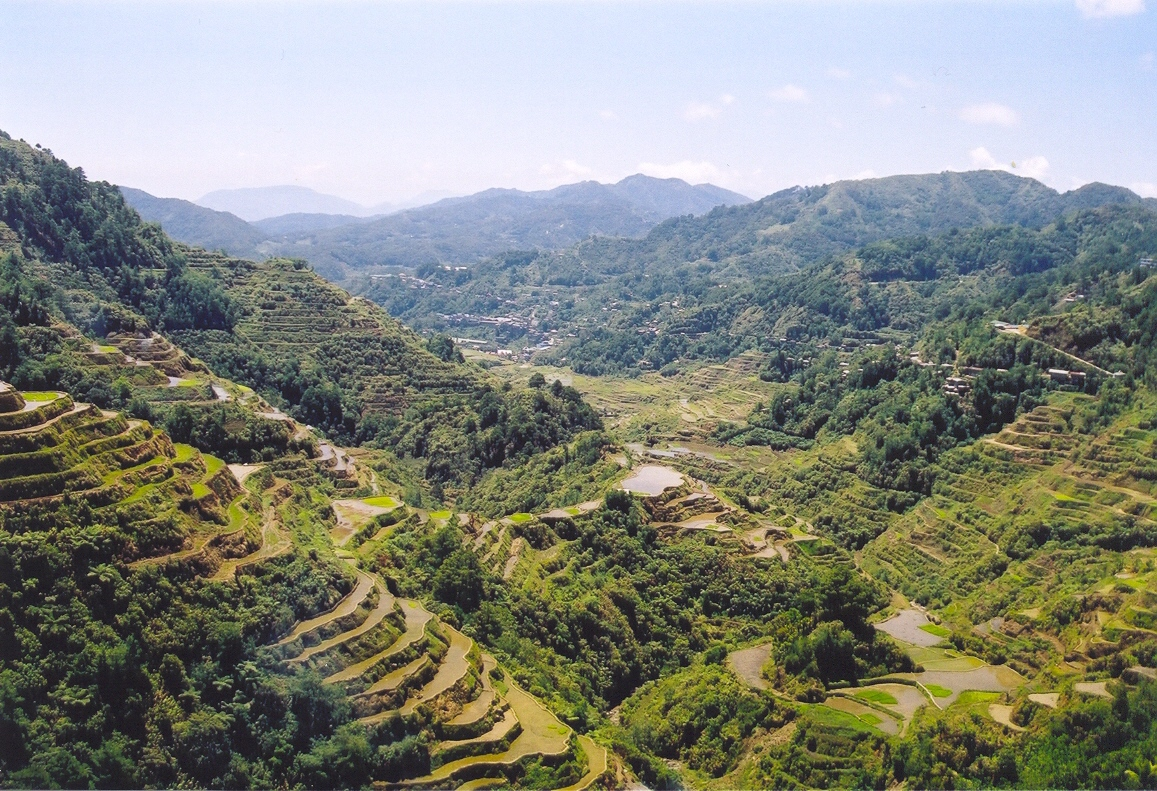
フィリピン・コルディリェーラの棚田群

- サバナ気候ほどではないが弱い乾季（雨のあまり降らない時期）がおこる。もしくは、はっきりとした乾季があるものの、雨季の降水量がそれを補って余りあるほど大変多い。
- 乾季には木が落葉して、下草（雑草等）のみとなる[要検証 – ノート]。
- 雨季の降水量は多く、多様な植物が生育する。
- 熱帯雨林気候と同じく、午後はスコールの影響を受ける。

雨季と乾季は地域によって異なるがおおむね夏ごろに雨季、冬頃に乾季を迎える地域が多い。ミャンマー南部では涼季（11月 - 2月）・暑季（3月 - 4月）・雨季（4月 - 11月）の3つの季節があり涼季は低温少雨、暑季は高温多湿少雨、雨季は温暖多雨となる。タイ南部では乾季（11月 - 3月）・暑季（4月）・雨季（5月 - 10月）の3つの季節があり乾季は低温少雨、暑季は高温、雨季は多雨となる。オーストラリア北東部のケアンズ周辺では乾季（4月 - 11月）・雨季（11月 - 3月）に分かれ乾季は温暖少雨で晩秋から春にあたり、雨季は高温多雨多湿で夏から初秋にあたる。ただし、乾季に高緯度からの寒気の影響の少ない場合、雨季に最寒月を記録する場所もある(上の図だとマカパ)。
また、集中豪雨が多い地域でもある。西インド諸島にあるフランス領の島・グアドループでは、1970年11月26日に1分間で38mm（仮にこの雨が1時間降り続ければ2,250mm - 2,310mmで、沖縄県那覇市の年間降水量を超える）という猛烈に激しい雨を観測した。また、インド洋のマスカリン諸島にあるフランス領のレユニオン島では、1952年3月15日から16日に24時間で1,870mm（日本記録は徳島県上那賀町海川で観測された1,317mm）という豪雨を観測している。これら2つの降水量はいずれも世界記録となっている。

## 土壌と植生の特徴
ラトソルや赤色土が多い。湿地や低地など水が溜まる場所には灰色土や褐色土、グライなどを含む土が分布しているほか東南アジアやオセアニアなどの火山地域では火山灰なども多く含まれている。
乾季の乾燥のため、乾燥に強い落葉広葉樹林（雨緑林）が多く分布する。また雨季には鬱蒼とした湿原、乾季には枯れ草の多い草原となる地域もある。

## 産業の特徴・その他
東南アジアやマダガスカルでは、雨季に稲作を行う。地域によっては、水を確保するためにため池や棚田などが作られている。稲作に適さない地域やアフリカ・アメリカでは雨季を中心にバナナやゴム、トウモロコシ、サトウキビ、その他の熱帯農産物が生産されている。